# 津南中里テレビ中継局
津南中里テレビ中継局（つなんなかざとテレビちゅうけいきょく）は、新潟県中魚沼郡津南町にあるテレビ中継局。過去には、地上アナログ放送送信アンテナが設置されたあった。
当中継局名について、NHK新潟、BSN新潟放送は　「津南中里テレビ中継局」、NST新潟総合テレビ、TeNYテレビ新潟放送網、およびUX新潟テレビ21は　「十日町中里テレビ中継局」　となっている。

## 所在地
- 新潟県 中魚沼郡 津南町 三箇 字 鹿渡新田（東京電力・信濃川発電所上の山）

## 中継局概要

### デジタルテレビ放送
| 放送局名             | リモコンキーID | 物理チャンネル | 空中線電力 | ERP   | 放送対象地域 | 放送区域内世帯数 |
| NHK新潟総合テレビ    | 1              | 43ch           | 0.1W       | 0.35W | 新潟県       | 約-世帯          |
| NHK新潟教育テレビ    | 2              | 42ch           | 0.1W       | 0.35W | 全国         | 約-世帯          |
| TeNYテレビ新潟放送網 | 4              | 49ch           | 0.1W       | 0.35W | 新潟県       | 約-世帯          |
| UX新潟テレビ21       | 5              | 50ch           | 0.1W       | 0.35W | 新潟県       | 約-世帯          |
| BSN新潟放送          | 6              | 45ch           | 0.1W       | 0.35W | 新潟県       | 約-世帯          |
| NST新潟総合テレビ    | 8              | 47ch           | 0.1W       | 0.35W | 新潟県       | 約-世帯          |

### アナログテレビ放送
| 放送局名             | チャンネル | 空中線電力        | ERP                 | 放送対象地域 | 放送区域内世帯数 |
| UX新潟テレビ21       | 30ch       | 映像1W /音声250mW | 映像13.5W /音声3.3W | 新潟県       | 約-世帯          |
| TeNYテレビ新潟放送網 | 32ch       | 映像1W /音声250mW | 映像13.5W /音声3.3W | 新潟県       | 約-世帯          |
| NST新潟総合テレビ    | 34ch       | 映像1W /音声250mW | 映像13.5W /音声3.3W | 新潟県       | 約-世帯          |
| BSN新潟放送          | 36ch       | 映像1W /音声250mW | 映像13.5W /音声3.3W | 新潟県       | 約-世帯          |
| NHK新潟総合テレビ    | 38ch       | 映像1W /音声250mW | 映像13.5W /音声3.3W | 新潟県       | 約-世帯          |
| NHK新潟教育テレビ    | 40ch       | 映像1W /音声250mW | 映像13.5W /音声3.3W | 全国         | 約-世帯          |

### 偏波面
- 津川デジタルテレビ中継局…垂直偏波
- 津川アナログテレビ中継局…垂直偏波